# Refugi de fauna marítima d'Alaska
El Refugi de la fauna marítima d'Alaska (Alaska Maritime National Wildlife Refuge) és un refugi nacional de vida salvatge dels Estats Units que comprèn 2.400 illes, promontoris, roques, illots, agulles i esculls a Alaska, amb una superfície total de 20.000 km², dels quals 10.700 són un desert. El refugi s'estén des del cap Lisburne al mar de Chukchi fins a la punta de les illes Aleutianes a l'oest i de l'illa Forrester a la regió del sud est d'Alaska. El refugi té diverses formes de relleu i terrenys, inclosos tundra, selva tropical, penya-segats, volcans, platges, llacs i rierols.
L'espai sobretot es coneix per la seva abundància d'aus marines. Aproximadament el 75% de les aus marines autòctones d'Alaska, de 15 a 30 milions entre 55 espècies, utilitzen el refugi. També proporciona un hàbitat de nidificació per a uns 40 milions d'ocells marins, que representen el 80% de tots els ocells marins d'Amèrica del Nord. Les aus es congreguen a les "ciutats dels ocells" (colònies) al llarg de la costa. Cada espècie té un lloc de nidificació especialitzat (ressalt de roca, escletxa, runa de roca, pinacle o cau). Altres animals del refugi són el caribú, els lleons marins, els ossos, els coiots, les foques, els linxs canadencs, els castors, les guineus, les rates mesqueres, els paquets de llops, els alces, les morses, les llúdries de riu, la marta, les balenes, els mufons de Dall i les llúdries marines.
La seu administrativa i el centre de visitants es troben a Homer, Alaska. El 1968, el Refugi Nacional de Vida Silvestre Simeonof, que forma part del Refugi Nacional de Vida Silvestre Marítim d'Alaska, va ser designat com a espai protegit pel Servei de Parcs Nacionals.